# Misión Permanente de México ante Organismos Internacionales ubicados en Ginebra
La Misión Permanente de México ante los Organismos Internacionales con sede en Ginebra es una representación diplomática de México ante Organismos Internacionales ubicados en Ginebra, Suiza. La actual embajadora es Francisca Méndez.

## Organismos Internacionales
Los organismos miembros en los cuales esta misión representa son en su mayoría parte de Naciones Unidas, entre ellos los siguientes:
- Oficina del Alto Comisionado para los Refugiados
- Convención sobre empleo de ciertas armas convencionales que pueden considerase excesivamente nocivas o de efectos indiscriminado
- Conferencia de Desarme
- Comisión Económica para América Latina y el Caribe
- Comité Internacional de la Cruz Roja
- Codex Alimentarius
- Consejo Económico y Social de las Naciones Unidas
- Grupo de Ginebra
- Grupo de los 15
- Organización Mundial del Comercio
- Oficina de Naciones Unidas para la Coordinación de Asuntos Humanitarios
- Oficina Internacional de Educación
- Organización Internacional para las Migraciones
- Organización Internacional del Trabajo
- Organización Meteorológica Mundial
- Organización Mundial de la Propiedad Intelectual
- Organización Mundial de la Salud
- Programa Conjunto de las Naciones Unidas sobre el VIH/sida
- Unión Interparlamentaria
- Unión Internacional de Telecomunicaciones
- Conferencia de las Naciones Unidas sobre Comercio y Desarrollo
- Instituto de las Naciones Unidas para la Investigación de Desarme
- Instituto de las Naciones Unidas para la Formación y la Investigación
- Instituto de las Naciones Unidas de Investigación para el Desarrollo Social

## Embajadores ante Organismos Internacionales con sede en Ginebra
La siguiente es una lisa de todos los representantes permanentes de México ante las Naciones Unidas en Ginebra desde la creación de la oficina:
- Gobierno de Miguel Alemán (1946 - 1952) 
  - (1950 - 1952): Emilio Calderón Puig
- Gobierno de Adolfo Ruiz Cortines (1952 - 1958) 
  - (1952): Emilio Calderón Puig
  - (1953): Octavio Paz Lozano
  - (1953 - 1957): Emilio Calderón Puig
  - (1957 - 1958): Pedro de Alba Pérez
- Gobierno de Adolfo López Mateos (1958 - 1964) 
  - (1958 - 1961): Pedro de Alba Pérez
  - (1961 - 1964): Emilio Calderón Puig
- Gobierno de Gustavo Díaz Ordaz (1964 - 1970) 
  - (1964 - 1966): Antonio Gómez Robledo
  - (1966 - 1969): Ernesto de Santiago López
  - (1969 - 1970): Juan Gallardo Moreno
- Gobierno de Luis Echeverría (1970 - 1976) 
  - (1970 - 1971): Juan Gallardo Moreno
  - (1971 - 1976): Jorge Castañeda y Álvarez de la Rosa
- Gobierno de José López Portillo (1976 - 1982) 
  - (1976 - 1977): Manuel Armendáriz Etchegaray
  - (1977 - 1978): Antonio González de León Quintanilla
  - (1978 - 1979): Roberto Martínez Le Clainche
  - (1979 - 1982): Plácido García Reynoso
- Gobierno de Miguel de la Madrid (1982 - 1988) 
  - (1982 - 1983): Andrés Rozental Gutman
  - (1983 - 1988): Manuel Tello Macías
- Gobierno de Carlos Salinas de Gortari (1988 - 1994) 
  - (1988 - 1989): Manuel Tello Macías
  - (1989 - 1994): Miguel Marín Bosch
- Gobierno de Ernesto Zedillo (1994 - 2000) 
  - (1994 - 1995): Miguel Marín Bosch
  - (1995 - 2000): Eusebio Antonio de Icaza González
- Gobierno de Vicente Fox (2000 - 2006) 
  - (2001 - 2001): Eusebio Antonio de Icaza González
  - (2001 - 2004): Gustavo Albin Santos
  - (2004 - 2006): Luis Alfonso de Alba Góngora
- Gobierno de Felipe Calderón Hinojosa (2006 - 2012) 
  - (2006 - 2009): Luis Alfonso de Alba Góngora
  - (2009 - 2012): Juan José Ignacio Gómez Camacho
- Gobierno de Enrique Peña Nieto (2012 - 2018) 
  - (2012 - 2013): Juan José Ignacio Gómez Camacho
  - (2013 – 2017): Jorge Lomónaco Tonda
- Gobierno de Andrés Manuel López Obrador (2018 – Actual)
- (2017 – 2021): María del Socorro Flores Liera
- (2022 – Actual): Francisca Elizabeth Méndez Escobar